# Pall Mall Gazette
«Pall Mall Gazette» — существовавшая с 1865 по 1923 год британская газета. Была основана в Лондоне 7 февраля 1865 года издателем Джорджем Мюррем-Смитом; её первым редактором был Фредерик Гринвуд. В 1921 г. газета The Globe объединились с Pall Mall Gazette, которая сама была поглощена Evening Standard в 1923 году.

## История
Pall Mall Gazette получила своё имя по наименованию вымышленной газеты придуманной английским писателем У. Теккереем. В реальности — Пэлл-мэлл стрит — улица в Лондоне, с которой взято это название.
Газета находилась в собственности Джорджа Смита с 1865 по 1880 и в этот период поддерживала консервативные взгляды.
В 1880 году новый издатель газеты H. Thompson изменил политику газеты в пользу либеральной партии.
С 1883 по 1889 газета освещает такие темы, как детская проституция, торговля детьми и .т. п. (Это был один из первых примеров расследовательской журналистики).
В 1892 г., вновь сменив владельца и редактора, (им стал Кокейн-Каст, Генри Henry John «Harry» Cockayne-Cust) газета вернулась в консервативное русло.
Несколько очень известных писателей писали для газеты Pall Mall Gazette на протяжении многих лет. Джордж Бернард Шоу опубликовал в ней 'свою первую работу в области журналистики. В Pall Mall Gazette печатались такие авторы как Энтони Троллоп (Anthony Trollope), Фридрих Энгельс, Оскар Уайльд, Роберт Луис Стивенсон, и другие.